# امبر سموچ
امبر سموچ یک منطقهٔ مسکونی در افغانستان است که در ولایت بامیان واقع شده‌است.